# Бруньеротто, Марко
Марко Бруньеротто (итал. Marco Brugnerotto, родился 16 октября 1977 года в Доло) — итальянский политик, депутат Палаты депутатов Италии от Движения пяти звёзд.

## Биография
Окончил технический колледж, служащий по профессии. Избран в Палату депутатов 19 марта 2013 года по итогам парламентских выборов от VII избирательного округа провинции Венеция 1. С 9 июля 2013 года — член V комиссии (по бюджету, финансам и планированию), до этого с 7 мая по 9 июля того же года состоял в XIV комиссии (по Европейскому союзу).